# Gladbach-Rheydt
Gladbach-Rheydt war der Name einer niederrheinischen kurzlebigen Stadt (gleichzeitig Stadtkreis im Regierungsbezirk Düsseldorf). Sie wurde zum 1. August 1929 durch die Fusion der Städte Odenkirchen, Rheydt und München-Gladbach (seit 1960 Mönchengladbach) sowie der Gemeinden Giesenkirchen und Schelsen gebildet. Die Stadt Gladbach-Rheydt wurde bereits zum 1. August 1933 auf Betreiben von Joseph Goebbels, der ein gebürtiger Rheydter war, wieder aufgelöst und in die beiden kreisfreien Städte München Gladbach (jetzt ohne Bindestrich) und Rheydt getrennt. 1975 kam es schließlich im Rahmen der nordrhein-westfälischen Gemeindereform durch das sogenannte Düsseldorf-Gesetz zur Eingemeindung der bis dahin kreisfreien Stadt Rheydt in die ebenfalls kreisfreie Stadt Mönchengladbach.

## Oberbürgermeister
- 1929–1930: Franz Gielen (kommissarisch)
- 1930–1933: Johannes Handschumacher, Zentrum
- 10.–31. Juli 1933: Wilhelm Pelzer, NSDAP (vertretungsweise)

## Stadtwappen
| Wappen von Gladbach-Rheydt | Blasonierung: „Gold durch einen blauen Wellenbalken geteilt, oben ein wachsender goldnimbierter Mann in natürlichen Farben mit rotem Gewand und schwarzem Gürtel, daran beide Hände haltend, in der Rechten ein grüner Palmenzweig, begleitet vorne von sechs, hinten von acht sechsgezackten blauen Sternen, unten gespalten, vorne sechs rote Balken, hinten ein durchgehendes schwarzes Balkenkreuz, aufgelegt ein Dreiecksschildchen, darin in Gold ein rotbezungter und -bewehrter, schwarzer Löwe.“ |
| Wappen von Gladbach-Rheydt | Wappenbegründung: In der oberen Hälfte des Dreiecksschildes ist der hl. Vitus, der Patron der Stadt Mönchengladbach, dargestellt. Er wird von 14 Sternen, den Vierzehn Nothelfern, umgeben, denen er angehört. Der blaue Wellenbalken stellt den Gladbach dar, was das Wappen reden lässt. Aus dem Rheydter Wappen wurden die sechs roten Balken der Herren von Heppendorf und das schwarze Balkenkreuz der Herren von Bylandt übernommen. Der Jülicher Löwenschild in der Mitte erinnert an die gemeinsame Vergangenheit von Mönchengladbach und Rheydt als Städte im Herzogtum Jülich. Der ehemalige Leiter des Stadtarchiv Mönchengladbach, Julius Koenzgen, entwarf das Wappen der Stadt Gladbach-Rheydt, das vom 21. Juni 1932 bis zum 31. Juli 1933 geführt wurde. |